# SN 2006qj
SN 2006qj – supernowa typu Ia odkryta 20 listopada 2006 roku w galaktyce A201105-0019. W momencie odkrycia miała maksymalną jasność 21,40m.